# Lotharingen (district)

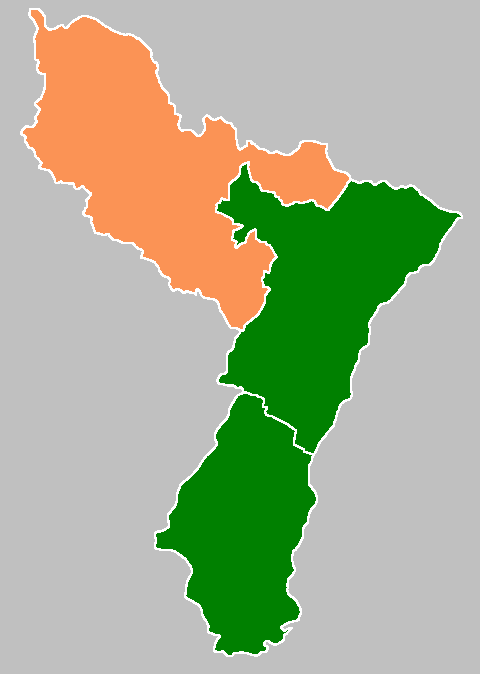
Het district Lotharingen (oranje) in Elzas-Lotharingen

Lotharingen (Duits: Lothringen) was een district (Bezirk) van Elzas-Lotharingen. De andere districten waren Neder-Elzas en Opper-Elzas.

## Geschiedenis
Het district werd na de Duitse annexatie van de Elzas en een deel van Lotharingen in 1871 samengesteld uit delen van de Franse departementen Moselle en Meurthe. In overeenstemming met het Verdrag van Versailles stond Duitsland het gebied in 1919 weer aan Frankrijk af. Van 1940 tot 1945 behoorde het gebied tot nazi-Duitsland.

## Bestuurlijke indeling
Lotharingen, bestuurd door een districtspresident, was verdeeld in bestuursdistricten (Landkreise) en een stadsdistrict (Stadtkreis). Aan het hoofd van de bestuursdistricten stond een  Kreisdirektor; het bestuur van het stadsdistrict Metz werd door de districtspresident waargenomen.
| Land-/Stadtkreis     | Ontstaan uit arrondissement | Bevolking                    | Opmerking                                                |
| -------------------- | --------------------------- | ---------------------------- | -------------------------------------------------------- |
| Bolchen              | Boulay-Moselle              | 41.621 (1890) 41.825 (1910)  |                                                          |
| Diedenhofen          | Briey (deels) en Thionville | 84.505 (1890) 115.873 (1900) | In 1901 opgedeeld in Diedenhofen-Ost en Diedenhofen-West |
| Forbach              | Forbach                     | 68.696 (1890) 94.191 (1910)  |                                                          |
| Metz (district)      | Metz-Campagne               | 76.805 (1890) 113.674 (1910) |                                                          |
| Metz (stadsdistrict) | Metz-Ville                  | 60.186 (1890) 68.598 (1910)  |                                                          |
| Saarburg             | Sarrebourg                  | 63.096 (1890) 66.222 (1910)  |                                                          |
| Saargemünd           | Sarreguemines               | 66.527 (1890) 74.186 (1910)  |                                                          |
| Salzburg             | Château-Salins              | 48.956 (1890) 45.303 (1910)  |                                                          |

## Districtspresidenten (Bezirkspräsidenten) 1871-1918
- 1871-1871: Adolf von Bonin
- 1872-1873: Botho zu Eulenburg
- 1873-1874: Adolf von Arnim-Boitzenburg
- 1875-1877: Robert von Puttkamer
- 1877-1880: Friedrich von Reitzenstein
- 1880-1883: Julius Adalbert von Flottwell
- 1883-1901: Hans von Hammerstein-Loxten
- 1901-1912: Friedrich von Zeppelin-Aschhausen
- 1912-1918: Karl von Gemmingen-Hornberg